# Hulemacanthus
Hulemacanthus es un género de plantas con flores perteneciente a la familia Acanthaceae. El género tiene 3 especies de hierbas.

## Taxonomía
El género fue descrito por Spencer Le Marchant Moore y publicado en Journal of Botany, British and Foreign 58: 194. 1920. La especie tipo: Hulemacanthus whitei

## Especies
- Hulemacanthus densiflorus
- Hulemacanthus novoguineensis
- Hulemacanthus whitei